# François Sidos
François Sidos ( Mouzaia, 7 de septiembre de 1891 - La Rochelle, 28 de marzo de 1946 ) fue un soldado y miliciano colaboracionista francés. Murió ajusticiado por traición.

## Biografía
Veterano de la Primera Guerra Mundial, participó en la batalla de Verdún. Más tarde, trabajó de agente de seguros. De ideología conservadora, participó activamente en las Juventudes Patrióticas de La Rochelle. Fue secretario general departamental y luego delegado de propaganda.  Más adelante fue uno de los dirigentes en Charente-Maritime del Partido Republicano Nacional y Social, fundado en 1936. 
Su hijo mayor Jean, suboficial, murió en combate al inicio de la Segunda Guerra Mundial. 
François Sidos colaboró con el régimen de Vichy y en 1942 fue nombrado delegado regional ante las sociedades secretas de la zona ocupada. Se unió al francismo de Marcel Bucard en enero de 1943. En mayo de 1944, Pierre Laval lo nombró jefe de misión de la Inspección general de las fuerzas para el mantenimiento del orden, dirigidas por Joseph Darnand, jefe de la Milicia Francesa. Pronto se convirtió en inspector regional de la Milicia. Estuvo en La Rochelle desde agosto de 1944 hasta el final de la guerra en 1945, junto a los nazis, durante el episodio de la llamada poche de La Rochelle. Fue responsable de localizar a los combatientes de la resistencia y participó en el ataque al maquis de Château-Gaillard., 
Tras la Liberación, fue juzgado en enero de 1946 con su esposa y dos de sus hijos, Pierre y Jacques, por el Tribunal de Justicia de Charente-Maritime. Condenado a pena de muerte, fue ejecutado en La Rochelle el 28 de marzo de 1946.  Los hijos del matrimonio Sidos fueron condenados a diez años de prisión y cinco años de trabajos forzados, respectivamente. Su esposa Louise  fue condenada a la llamada degradación nacional.
Sus hijos Jacques, François y Pierre Sidos fundaron el movimiento Jeune Nation en 1949,   grupo vinculado a la OEA. 